# リッチョー
リッチョーはSBI新生銀行が日本長期信用銀行（長銀）時代に発行していた利付金融債（長期信用債券）である。

## 概要
名称は、旧長銀時代の名称「利付長期信用債券」にちなむ。 2000年6月5日、長銀が新生銀行に商号を変更した後は「長期信用銀行から転換した普通銀行で認可を受けたもの」として「会社法の施行に伴う関係法律の整備等に関する法律200条1項により、なお従前の例によることとされる同法199条による改正前の金融機関の合併及び転換に関する法律24条1項により準用される同法17条の2第1項」を根拠規定として発行されていたが、2004年10月後半債をもって発行を終了した。